# Неофит Кидониевс
Неофит (на гръцки: Νεόφυτος, Неофитос) е гръцки духовник, митрополит на Вселенската патриаршия.

## Биография
Роден е около 1828 година в малоазийския град Кидониес, на турски Айвалък, и затова носи прякола Кидониевс (Κυδωνιεύς, тоест Кидониец). Служи като ефимерий в Ираклийската митрополия при митрополит Панарет (1848 – 1878).
На 24 октомври 1872 година в патриаршеската катедрала „Свети Георги“ в Цариград е ръкоположен за врачански епископ. Ръкополагането му е извършено от митрополит Григорий Търновски в съслужение с митрополитите Софроний Иконийски и Калиник Ксантийски. Назначен е за епископ в Филипийската, Драмска, Зъхненска и Неврокопска митрополия, наместник за Неврокопско. По-късно е викарен епископ в Самоковската епархия. В началото на април 1875 година, няколко месеца след оставката на митрополит Дионисий Мелнишки, Светият Синод изпраща Неофит, като епитроп във Валовища, Мелнишката епархия. Във Валовища той развива силна антибългарска дейност, като се противопоставя на българското просветно движение, а гъркоманската партия иска от Патриаршията да го направи епископ на епархията. През юни 1875 година Неофит служи в църквата „Свети Илия“ в голямото българско село Крушево, след като гъркоманското малцинство влиза в храма с взлом. Това предизвиква българите екзархисти да си отмъстят. Неколцина селяни го пресрещат на пътя при Бели пресеки, набиват го и му отрязват брадата. Заради тази случка властите затварят българското училище, а българският учител и местните първенци са изпратени в затвора.
През юли 1882 година Неофит е назначен за камбанийски епископ в Кулакия. Остава на поста до 19 юни 1892 година, когато подава оставка поради финансови и възрастови причини и се оттегля в Иверския манастир на Света гора. На 13 юни 1895 година или на 17 юни 1896 година е избран за неврокопски митрополит, като наследява на поста Никифор Левантаридис. Пристига в Неврокоп в 1897 година. Остава на поста до юни 1900 година, когато отново подава оставка и се оттегля в Иверския манастир.
Умира на 21 декември 1907 година в Иверския манастир.